# Hoportyó
A Hoportyó (vagy Koportyok) a Tiszántúl és az Alföld második legmagasabb pontja (a barabási Kaszonyi-hegy után) 183 méter tengerszint feletti magasságával, amely a Nyírségben, Nyírbogát területén található Szabolcs-Szatmár-Bereg vármegyében. Felszíne erdős, így a kilátás korlátozott. Tetején egy háromszögelési alappont található „H.P. 1961.” felirattal. Legkönnyebben a kék háromszög turistajelzésen közelíthető meg, mely az Alföldi Kéktúra Nyírbogát-Istvántanya és Nyírlugos közti szakaszából ágazik ki.

## Kialakulása
Felszínének kialakulása a pliocén kor második felére tehető, amikor a Pannon-beltó e területről visszahúzódott. Feltöltődésében az Északkeleti-Kárpátokból és az Erdély felől lefutó folyók jelentős szerepet töltöttek be. Az élő és elhagyott medrek közötti, száraz felszíneket az újpleisztocén erősebb szélmozgásai mozgásba hozták, így futóhomokká alakították. A 19. századra a futóhomokot gyümölcsösökkel megkötötték, így megszilárdultak a buckák. Egy ilyen egykori parabolabucka a Hoportyó is.